# Jorge Wagner
Jorge Wagner (ur. 17 listopada 1978) – brazylijski piłkarz występujący na pozycji pomocnika.

## Kariera klubowa
Od 1998 do 2015 roku występował w klubach EC Bahia, Cruzeiro EC, Lokomotiw Moskwa, Corinthians Paulista, SC Internacional, Real Betis, São Paulo, Kashiwa Reysol, Botafogo, Kashima Antlers i Vitória.